# جوهر صقلی

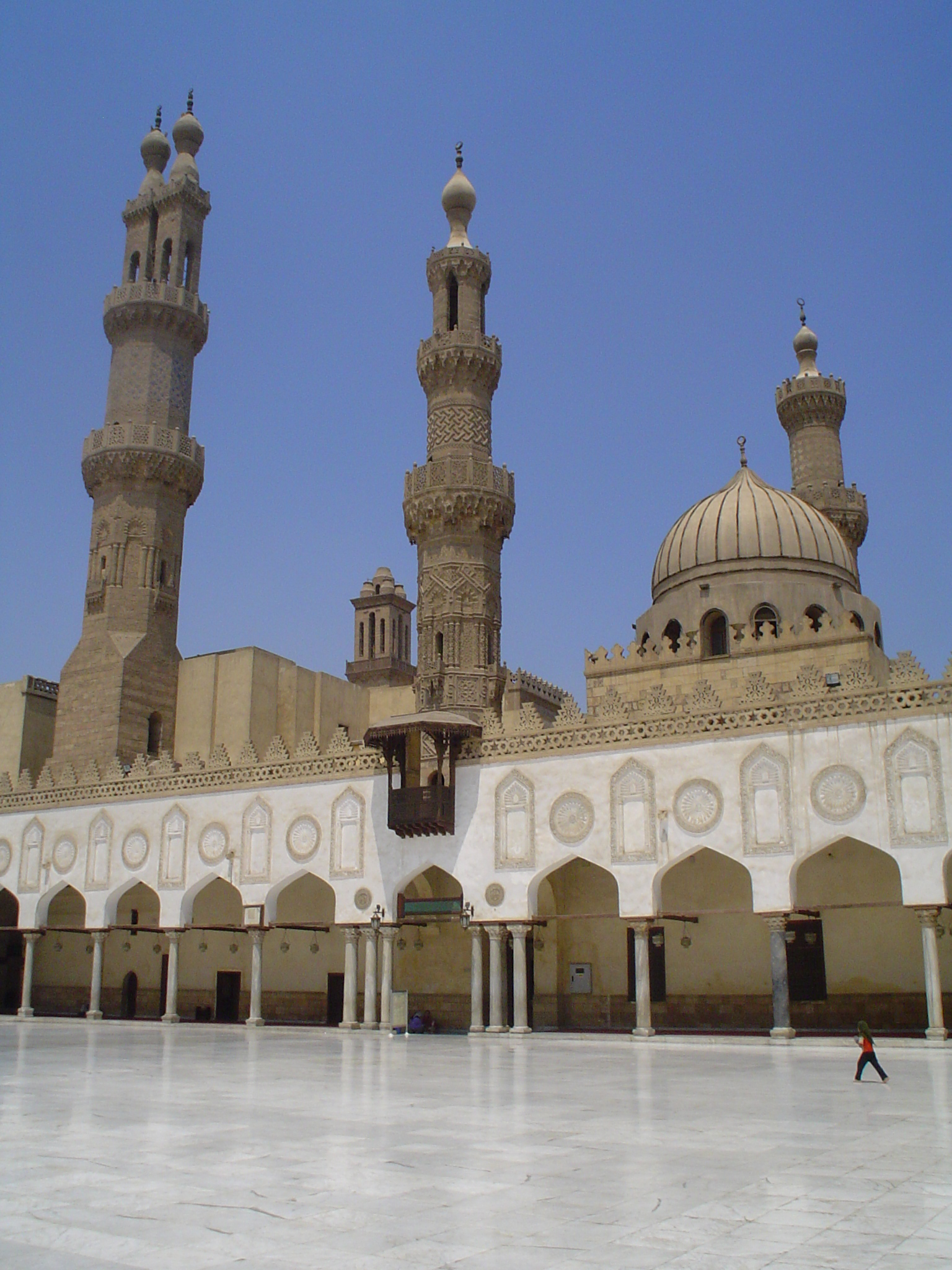
مدفن ابو الحسین جوهر بن عبدالله

ابو الحسین جوهر بن عبدالله معروف به جوهر صقلی (به عربی: جوهر الصِقِلّی) (زاده: حدود ۳۰۰ قمری در سیسیل- درگذشت: ۳۸۱قمری در قاهره) سردار ایتالیایی فاطمیان مصر و از مشهورترین شخصیت‌های خلافت فاطمیان و مؤسس قاهره و بنیان‌گذار الازهر بود که در قرن چهارم هجری می‌زیست.

## تولد و تبار
اصل جوهر را رومی دانسته و تولدش را ۲۹۸ تا ۳۰۰ قمری یاد کرده‌اند. محل تولد وی سیسیل ایتالیا بود که در آن روزگار مسلمانان بر آن حکم می‌راندند.

## القاب و شغل
جوهر کاتب خلفای فاطمی بود و به سبب اینکه در زمان وی هنوز منصب وزارت وجود نداشت این منصب را داشت و گر نه او محرم خلفای فاطمی بود و برای اولین بار در کهنسالی جوهر در ۴۷۶ق منصب وزارت در خلافت فاطمی ایجاد شد و اولین وزیر یعقوب بن کلس بود. جوهر به القابی چون قائد، کاتب، قائدالجیوش، امیرکبیر، فاتح مصر و مولای امیرالمؤمنین و عبد امیرالمؤمنین ملقب بود.

## فتوحات
جوهر مورد اعتماد خلفای فاطمی بود و سپهسالار لشکر آنان محسوب می‌شد. فتح نواحی شمال غرب آفریقا، فتح مصر و فتح دمشق از موفقیت‌های نظامی وی بود. او بیش از همه در زمان معز لدین‌الله و سپس فرزند او ابومنصور نزار العزیزبالله به خدمت نظامی توفیق یافت.

## حرکت‌های تمدنی
جوهر جزو دانشمندان نبود و تمدن پژوهی و فرهنگ سازی معمولاً توسط دانشمندان با مساعدت حکام صورت می‌گیرد؛ ولی جوهر شخصیتی برجسته در زمینه برقراری امنیت، توسعه صنایع، معماری، تجارت، کشورگشایی، مساعدت دانشمندان، ایجاد سخت‌افزارهای علمی، تقویت عناصر تمدنی و بسط مولفه‌های فرهنگی بود. از این رو به تعبیر دکتر سید ضیاءالدین میرمحمدی باید وی را دارای توان انجام و ایجاد حرکت‌های تمدنی دانست. البته قاضی نورالله شوشتری نیز می‌نویسد وی قائدی بی نظیر و سپهسالاری با رای و تدبیر بود که بر مدیریت و تدبیر وی تأکید دارد.
از بناهای ساخته شده توسط وی دانشگاه الازهر و تأسیس شهر قاهره است. وی در سال ۳۵۸ اخشدیان را برانداخت، قاهره را تأسیس نمود و الازهر را ساخت. ابوعلی منصور العزیزی الجوذری منشی مخصوص جوهر صقلی نیز نام جوهر را در کتابش به نیکی می‌برد. چنان‌که درایت وی در تأمین جانی و مالی مردم سرزمین‌های فتح شده مورد تأکید محققان است.
جوهر را دبیری توانا، سیاستمداری عاقل، با عزم و اراده قوی، با کیاست، عادل و شجاع و مدبر، دارای همت عالی و فرمانی نافذ و با حرمت و حشمت وصف کرده و گفته‌اند که با مردم نیک‌رفتاری می‌کرد.

## ستایشگران
ابن هانی از جمله شاعرانی است که جوهر و درایت سیاسی و نظامی اش را ستوده‌اند.

## درگذشت
جوهر در سال ۳۸۱ق درگذشت و خلیفه فاطمی عزیزبالله بر او نماز گذارد و در قاهره دفن شد.

## فرزندان
جوهر سه فرزند به نام‌های حسن، حسین و جعفر داشت که حسین پس از وی به منصب سپهسالاری رسید ولی در سال ۴۰۱ در زمان حاکم بامرالله فاطمی کشته شد.